# Паниковски
Михаил Самуилевич Паниковски е един от централните персонажи на Иля Илф и Евгений Петров в романа „Златният телец”. Изобразеният ярък комически характер е социално-исторически прототип на дребен провинциален мошеник от началото на XX век.

## Образ
Най-явна характеристика на Паниковски е неговият изказ, лексиката. Правило е да говори за себе си в трето лице единствено число. Популярна негова фраза е: „Кем Паниковский был до Революции? Паниковский был слепым!”
Нарицателното „човек без паспорт“ е описателно за личностната характеристика на героя, която често повтаря Остап Бендер. В романа го наричат също „гъсекрадец“, защото той има склонност да извършва кражби на гъски, и „нарушител на конвенцията“ – не приема условното разделяне на СССР между „децата на лейтенант Шмит“.
Фамилията Паниковски е отражение на неговата склонност да изпада в паника, когато се окаже пред трудна ситуация. Той постоянно се оплаква и недоволства от постъпките на другите хора. В романа той изпада в множество комични ситуации: става най-неуспелият от синовете на лейтенант Шмит (той бива разобличен от останалите деца на лейтенанта и отхвърлен от спогодбата им); краде гъски и яде пердах за това; прави опит да измами Остап Бендер като краде гирите на Александър Корейко, защото смята, че те са златни.
За себе си Паниковски казва, че е стар и болнав човек. Той постоянно се оплаква, че не му дават пари, които, по неговите думи, са му необходими за неговото разклатено здраве. Мечтае да се ожени след като забогатее. Паниковски е единственият от спътниците на Бендер, който умира.

## Ключови фрази
– Таких людей уже нет, а скоро совсем не будет.
– Пилите, Шура, пилите... они золотые! (о чугунных гирях тов. Корейко).
– Я совсем бедный. Я год не был в бане. Я старый. Меня девушки не любят.
– Только кража!